# Checkered Flag (jeu vidéo)
Pour les articles homonymes, voir Checkered Flag.
Checkered Flag est un jeu vidéo de course automobile édité par Atari pour la console Atari Lynx en 1991 et Jaguar en 1994.

## Accueil
- IGN : 10/10 (Lynx, test retro réalisé en 1999)[1]
- Micro News : 19/20 (Lynx)[2]